# 股票四级市场
投资者之间直接交易在证券交易所上市的证券，无经纪人介入的证券交易市场。由于电子通信网络（ECN）的出现，四级市场特有的投资者之间的交易急剧增加。ECN既可以代替如纽约交易所那样的正式证券交易所，也可以代替纳斯达克那样的券商交易所。这种网络可以让其成员公布买入和卖出报价，同时系统将这一报价同其他交易者的报价对比，找出相符者。由于直接对比消除了其他交易方式中出现的买卖差价，因此买卖双方都将获益。